# Jekatierina Dawydowa
Jekatierina Aleksiejewna Dawydowa, ros. Екатерина Алексеевна Давыдова (ur. 17 września 1978 w Moskwie) – rosyjska łyżwiarka figurowa, startująca w parach tanecznych. Mistrzyni świata juniorów (1996) i brązowa medalistka mistrzostw Rosji (1997) z Romanem Kostomarowem.

## Osiągnięcia

### Z Romanem Kostomarowem
| Zawody                                | 92–93          | 94–95          | 95–96          | 96–97          | 97–98          |                |                |                |                |                |                |                |                |                |                |                |                |
| Międzynarodowe                        | Międzynarodowe | Międzynarodowe | Międzynarodowe | Międzynarodowe | Międzynarodowe | Międzynarodowe | Międzynarodowe | Międzynarodowe | Międzynarodowe | Międzynarodowe | Międzynarodowe | Międzynarodowe | Międzynarodowe | Międzynarodowe | Międzynarodowe | Międzynarodowe | Międzynarodowe |
| ------------------------------------- | -------------- | -------------- | -------------- | -------------- | -------------- | -------------- | -------------- | -------------- | -------------- | -------------- | -------------- | -------------- | -------------- | -------------- | -------------- | -------------- | -------------- |
| GP Cup of Russia                      |                |                |                | 5              |                |                |                |                |                |                |                |                |                |                |                |                |                |
| Finlandia Trophy                      |                |                |                |                | 2              |                |                |                |                |                |                |                |                |                |                |                |                |
| Memoriał Karla Schäfera               |                |                |                |                | 2              |                |                |                |                |                |                |                |                |                |                |                |                |
| Zimowa Uniwersjada                    |                |                |                | WD             |                |                |                |                |                |                |                |                |                |                |                |                |                |
| Międzynarodowe: Kategorie młodzieżowe |                |                |                |                |                |                |                |                |                |                |                |                |                |                |                |                |                |
| Mistrzostwa świata juniorów           | 10             | 7              | 1              |                |                |                |                |                |                |                |                |                |                |                |                |                |                |
| Krajowe                               |                |                |                |                |                |                |                |                |                |                |                |                |                |                |                |                |                |
| Mistrzostwa Rosji                     |                |                |                | 3              |                |                |                |                |                |                |                |                |                |                |                |                |                |

### Z Vazgenem Azrojanem
| Mistrzostwa świata juniorów | 9 |